# 谢卿材
謝卿材（?—?），字仲適，臨淄（今山東淄博東北）人。

## 生平
早年為撫州臨川縣令，任內組織百姓興修水利，王安石向朝廷推舉此人。神宗熙寧二年（1069年），擔任比部員外郎。熙寧八年（1075年），權提點河東刑獄。元豐七年（1084年），知福州。元祐元年（1086年），歷官福建路轉運使、江淮荊浙等路發運使，曾出使契丹。